# Kolki
Kolki – gaun wikas samiti w zachodniej części Nepalu w strefie Gandaki w dystrykcie Lamjung. Według nepalskiego spisu powszechnego z 2001 roku liczył on 401 gospodarstw domowych i 2165 mieszkańców (1131 kobiet i 1034 mężczyzn).